# Militaria del Corpo militare volontario della Croce Rossa Italiana
La militaria del Corpo militare volontario della Croce Rossa Italiana è costituita dall'insieme di mostreggiature, fregi, distintivi, gradi e uniformi del Corpo, rappresentando una delle componenti più interessanti dell'equipaggiamento di un militare del Corpo. Nel luglio 2018 è stato emesso il nuovo "Regolamento sull'uniforme per il personale militare della C.R.I." in vigore dal 25 luglio, che abroga il precedente "Regolamento sull'uniforme per il personale militare della Croce Rossa Italiana" del 1º luglio 1941. 

## Uniformi del Corpo

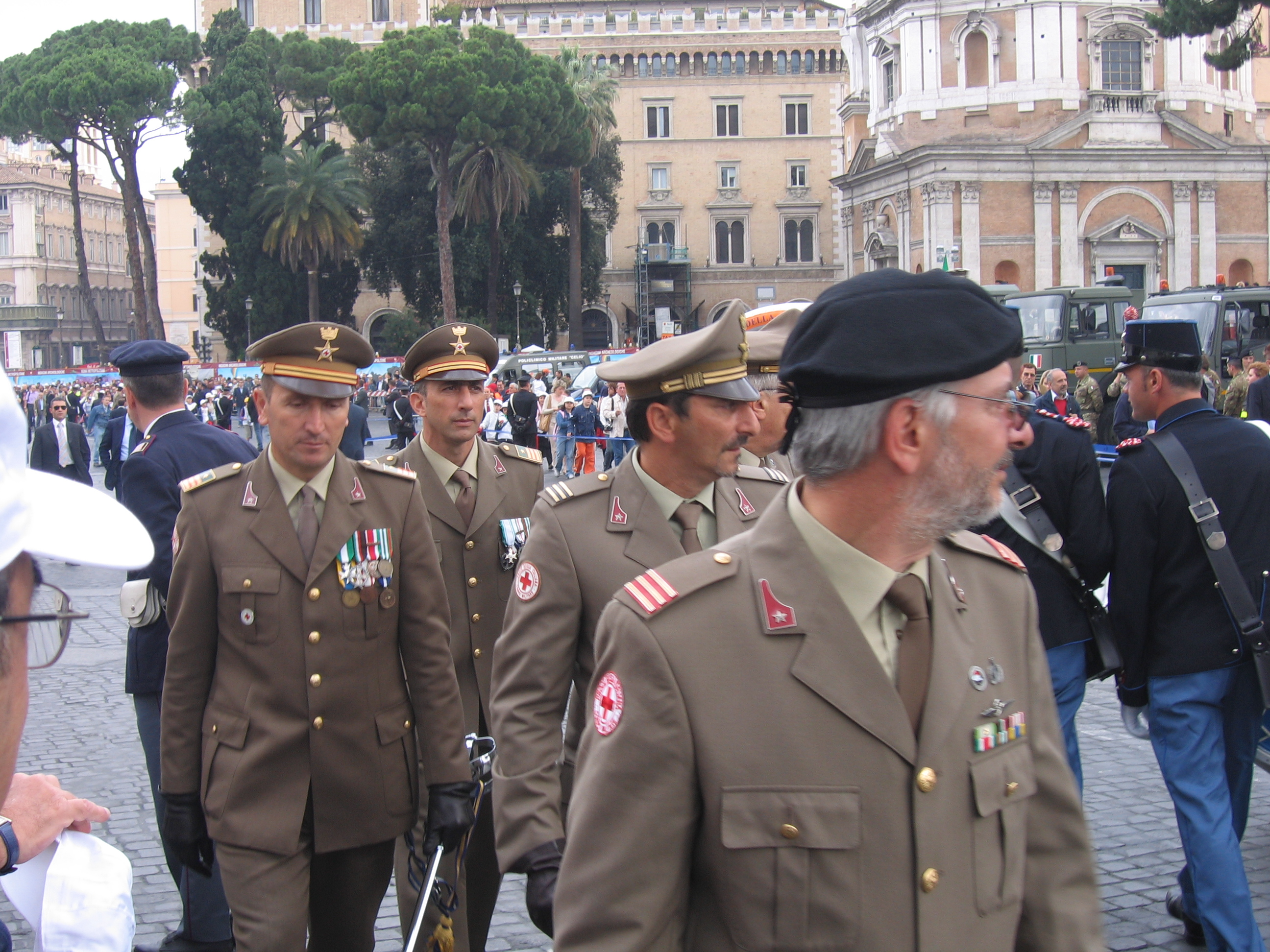
Sottufficiali CRI in alta uniforme

Uniformi del Corpo per attività esterne all'ausiliarietà delle Forze Armate

L'uniforme indossata dagli appartenenti al Corpo militare nei servizi estranei all'ausiliarietà delle Forze Armate è la divisa unica della Croce Rossa Italiana. Il capitolato relativo prevede un'uniforme con funzioni di dispositivo di protezione individuale per "attività operative" (soccorso e protezione civile), una tuta per attività di manutenzione, ed infine una divisa per tutti i servizi socio-assistenziali, per i corsi di formazione, per l'assistenza egli emarginati, per la clown therapy, e per tutte le numerose attività in cui l'Associazione è impegnata.
Uniformi del Corpo per attività in ausiliarietà delle Forze Armate

Quando il Corpo nacque, nella seconda metà del XIX secolo, l'ausiliarietà alle Forze Armate si esplicava quasi esclusivamente nell'assistenza alle forze terrestri, motivo per cui l'allora Ministero della guerra avvicinò le divise previste dalla Croce Rossa Italiana a quelle dell'esercito, stabilendo l'impiego del corpo prevalentemente a supporto della sanità dell'esercito. Nel 1909 il Regio Esercito adottò il grigio verde, mentre l'anno seguente venne adottata, per il Corpo militare della Croce Rossa Italiana, una specifica divisa operativa di colore grigio-marrone.
Ma ben presto, per le necessità legate alla prima guerra mondiale, nel gennaio 1917 il Corpo iniziò a vestire l'uniforme da fanteria del Regio Esercito, a seguito di una circolare ministeriale che disponeva il colore grigio verde a tutti i reparti impiegati in zona di guerra. Con il regio decreto 484/1936, venne normato l'uso di una divisa di tipo militare contraddistinta dal distintivo del Corpo, anche se l'uniforme adottata rimase quella del Regio Esercito. Con l'emanazione del decreto legislativo 66/2010, Codice dell'ordinamento militare, che ha completamente riordinato le fonti normative in materia, è stato eliminato il riferimento all'uniforme del Corpo militare, inserito invece nel Testo unico delle disposizioni regolamentari in materia di ordinamento militare. L'articolo 985 prevede che «Il personale della Croce rossa italiana vest(a) una divisa di tipo militare, conforme al modello stabilito dal Regolamento sull'uniforme del personale dell'Associazione».
Attualmente per il personale de Corpo militare volontario della Croce Rossa Italiana sono adottate le uniformi in uso per l'Esercito Italiano, conformandosi agli utilizzi previsti per le situazioni di servizio ordinario, combattimento e cerimonia, secondo quanto previsto dal "Regolamento sulle uniformi dell'Esercito", SME-6566, edizione 2009 e dal "Regolamento per la disciplina delle uniformi", SMD-G010, edizione 2019. 
Come previsto dal nuovo regolamento del 2018, il personale chiamato in servizio porta le stellette a cinque punte come segno dello stato giuridico militare. Le uniformi del Corpo militare volontario della C.R.I. sono corredate sulla manica destra e sul petto dal distintivo di Corpo, senza alcuna eccezione, il quale costituisce in abbinamento agli altri distintivi, il segno caratteristico che individua il personale del Corpo militare C.R.I.

## Fregi
Il Corpo militare volontario della Croce Rossa Italiana ha come insegne caratteristiche le medesime dell'Esercito in riferimento ad alcune categorie del Corpo sanitario e del Corpo di commissariato: la stella a cinque punte, il tondino bianco con la croce, il caduceo e la corona turrita, e i due rami d'alloro.
Tali elementi, disposti in ordine diverso danno origine alle insegne di medici chirurghi, farmacisti, psicologi, odontoiatri ed altro:
- per il personale di assistenza del Corpo militare volontario della Croce Rossa Italiana, truppa e sottufficiali, l'insegna base è una stella a cinque punte sormontata dalla corona turrita; al centro della stella, in un disco bianco è riportata una croce rossa
- per gli ufficiali medici la stella è più piccola e poggia sul caduceo, con la croce di colore rosso
- per gli ufficiali chimico-farmacisti, non è presente la stella e il caduceo si trova direttamente sotto il tondino, con la croce di colore rosso
- per gli ufficiali medici odontoiatri è previsto il medesimo fregio degli ufficiali medici
- per gli ufficiali psicologi è previsto l'utilizzo del fregio degli ufficiali commissari
- per gli ufficiali commissari e contabili, il fregio è composto da un tondino di colore bianco con la croce di colore rosso, poggiato su due rami d'alloro sormontati dalla corona turrita
- per gli ufficiali cappellani, il fregio è composto da una croce latina a bracci legati su sfondo di colore rosso, incastonata tra due rami d'olivo incrociati

Fregi per basco

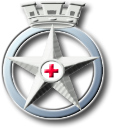
Fregio per personale d'assistenza
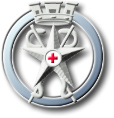
Fregio per ufficiali medici e odontoiatri
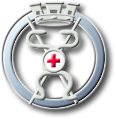
Fregio per ufficiali chimico-farmacisti
Fregio da basco per ufficiali commissari e psicologi
Fregio da basco per ufficiali cappellani

Fregi per berretto rigido

Fregio per personale d'assistenza
Fregio per ufficiali medici e odontoiatri
Fregio per ufficiali chimico-farmacisti
Fregio da berretto rigido per ufficiali commissari e psicologi
Fregio da berretto rigido per ufficiali cappellani

Gli ufficiali generali portano per fregio un'aquila argentata ad ali spiegate, recante sul petto uno scudo rosso contenente la cifra "RI" (Repubblica Italiana); l'aquila poggia su due rami di quercia e di alloro. Sul berretto rigido l'aquila è sottopannata di rosso.

Fregio da basco per ufficiale generale, comandante generale del Corpo
Fregio da berretto rigido per ufficiale generale, comandante generale del Corpo

## Mostreggiature
Il Corpo militare volontario della Croce Rossa Italiana, come il Corpo sanitario dell'Esercito italiano, indossa come mostreggiature, delle fiamme ad una punta, amaranto per la Sanità.
Dal 2009 le insegne del personale sanitario (laureato) sono state differenziate fra ufficiali medici, ufficiali odontoiatri, ufficiali chimico-farmacisti ed ufficiali psicologi, con l'aggiunta sulle pipe di piccole insegne d'oro costituite:
- dal bastone di Asclepio per gli ufficiali medici;
- dal caduceo per gli ufficiali chimico-farmacisti;
- dal bastone di Asclepio con la lettera O per gli ufficiali odontoiatri;
- dalla lettera greca Ψ, psi, per gli ufficiali psicologi.

Dal 28 agosto 2018 le mostreggiature del Corpo sono state unificate, pertanto attualmente la mostrina si compone esclusivamente di una pipa (o fiamma ad una punta) di colore amaranto sulla quale è disposta una stelletta liscia a cinque punte argentata. Tali mostreggiature sono previste per le seguenti categorie:
- Ufficiali medici
- Ufficiali farmacisti
- Ufficiali odontoiatri
- Ufficiali cappellani
- Personale di assistenza (Sottufficiali e Truppa)

Per gli Ufficiali commissari, contabili e psicologi, vengono utilizzate le medesime mostreggiature attualmente in uso presso il Corpo di commissariato dell'Esercito Italiano dal 2003. L'insegna è rettangolare, azzurra con una sfumatura verso il violetto, completata nella parte alta da un serto di foglie di alloro dorato e, nella parte bassa, dalla stelletta.

Mostrina per Medici, Farmacisti, Cappellani e Personale d'assistenza
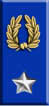
Mostrina per Commissari, Contabili e Psicologi

Nonostante l'avvento delle nuove mostreggiature del Corpo sanitario dell'Esercito Italiano, per il Corpo militare volontario della Croce Rossa Italiana, non vengono sovrapposti i simboli dorati per il personale laureato.

## Medaglie e decorazioni
Croce al merito della Croce Rossa Italiana (30 novembre 1917 - attuale)
dal 1917 al 1958:
 Croce d'oro al merito della Croce Rossa Italiana (servizi in zona di guerra)
 Croce d'oro al merito della Croce Rossa Italiana (servizi territoriali)
 Croce d'argento al merito della Croce Rossa Italiana (servizi in zona di guerra)
 Croce d'argento al merito della Croce Rossa Italiana (servizi territoriali)
 Croce di bronzo al merito della Croce Rossa Italiana (servizi in zona di guerra)
 Croce di bronzo al merito della Croce Rossa Italiana(servizi territoriali)
dal 1958 ad oggi:
 Gran croce al merito della Croce Rossa Italiana
istituita con notificazione della Croce Rossa Italiana n. 365 del 30 novembre 1917.
Medaglia al merito della Croce Rossa Italiana (1913 - attuale)
 Medaglia d'oro al merito della Croce Rossa Italiana per servizio di guerra
 Medaglia d'oro al merito della Croce Rossa Italiana
 Medaglia d'argento al merito della Croce Rossa Italiana
 Medaglia di bronzo al merito della Croce Rossa Italiana
Conferita «in tempo di pace per particolari meriti o azioni personali, per l'impegno sociale e capacità organizzativa. Nei servizi di guerra per chi si sia particolarmente distinto o adoperato in favore dell'Associazione nelle operazioni di supporto alla pace ed umanitarie a sostegno delle popolazioni interessate da conflitti armati» (delibera del Comitato centrale della Croce Rossa Italiana del 17 settembre 2000, n. 134).
Medaglie per anzianità di servizio della Croce Rossa Italiana (1914 - attuale)
dal 1914 al 2008:
 Croce di anzianità di servizio per ufficiali della Croce Rossa Italiana (25 anni, Corpo militare)
 Croce di anzianità di servizio per sottufficiali e truppa della Croce Rossa Italiana (25 anni, Corpo militare)
 Medaglia di anzianità di servizio della Croce Rossa Italiana (25 anni, per civili)
dal 2008 ad oggi:
 Croce di anzianità di I classe della Croce Rossa Italiana (25 anni, Corpo militare ed II.VV.)
 Croce di anzianità di I classe della Croce Rossa Italiana (25 anni, per civili e volontari)
 Croce di anzianità di II classe della Croce Rossa Italiana (15 anni, Corpo militare ed II.VV.)
 Croce di anzianità di II classe della Croce Rossa Italiana (15 anni, per civili e volontari)
dal 2018 ad oggi:
 Croce di anzianità ed eccellenza di I classe della Croce Rossa Italiana (50 anni, Corpo militare ed II.VV.)
 Croce di anzianità ed eccellenza di I classe della Croce Rossa Italiana (50 anni, per civili e volontari)
 Croce di anzianità ed eccellenza di II classe della Croce Rossa Italiana (35 anni, Corpo militare ed II.VV.)
 Croce di anzianità ed eccellenza di II classe della Croce Rossa Italiana (35 anni, per civili e volontari)
Croce commemorativa per operazioni di soccorso, di solidarietà, di assistenza e di emergenza a popolazioni colpite da eventi calamitosi della Croce Rossa Italiana (2007 - attuale)
 Croce commemorativa per operazioni di soccorso della Croce Rossa Italiana (1 operazione)
 Croce commemorativa per operazioni di soccorso della Croce Rossa Italiana (2 operazioni)
 Croce commemorativa per operazioni di soccorso della Croce Rossa Italiana (3 operazioni)
 Croce commemorativa per operazioni di soccorso della Croce Rossa Italiana (oltre 3 operazioni)
(delibera del comitato centrale della Croce Rossa Italiana 31 marzo 2007, n. 184).
Altre
 Medaglia per le dame della Croce Rossa Italiana (1888 - 1908)
 Medaglia per le infermiere volontarie della Croce Rossa Italiana(1908 - attuale)
 Medaglia per le infermiere volontarie di grado superiore della Croce Rossa Italiana (? - attuale)
 Grande medaglia di benemerenza della Croce Rossa Italiana (1897)
 Medaglia di benemerenza della Croce Rossa Italiana per i soccorsi dopo il terremoto calabro-siculo (delibera del comitato centrale della Croce Rossa Italiana 21 aprile 1909)
 Medaglia di benemerenza della Croce Rossa Italiana (Repubblica Italiana, 2000  - attuale)
Classi d'oro, d'argento e di bronzo.
Concessa al personale dell'Associazione per premiare «il costante e lodevole comportamento nell'adempimento dei propri doveri e/o per elevato rendimento in servizio, nel lavoro quotidiano, nell'assolvimento dei compiti, delle mansioni e degli obiettivi affidati, che abbia dimostrato non comune solerzia, impegno ed abbia improntato a particolare efficienza i comportamenti propri e dei collaboratori» e a terzi estranei che «in maniera diversa sovvengano al soddisfacimento delle sue necessità attraverso lo svolgimento di attività, servizi, prestazioni di collaborazione o lasciti donazioni oblazioni e sovvenzioni» oppure che «tramite la promozione dei suoi ideali abbiano contribuito ad accrescere o sviluppare determinati rami dell'attività dell'Associazione» (delibera del comitato centrale della Croce Rossa Italiana 17 settembre 2000, n.134).
 Medaglia commemorativa delle operazioni in Albania della Croce Rossa Italiana (1999)
 Medaglia commemorativa della Croce Rossa Italiana per le operazioni di soccorso nell'alluvione del Piemonte 1994 (ordinanza commissariale della Croce Rossa Italiana del 2 novembre 2005, n. 1544)
 Croce commemorativa della Croce Rossa Italiana per la missione internazionale in Iraq 2003-2005 (ordinanza commissariale della Croce Rossa Italiana del 7 dicembre 2005, n. 1579)
 Medaglia commemorativa della Croce Rossa Italiana per le operazioni di soccorso nel terremoto nelle provincie Campobasso - Foggia (2002) (ordinanza commissariale della Croce Rossa Italiana del 9 dicembre 2005, n. 1599)
 Medaglia commemorativa del Ministero della Difesa esteso al personale militare della Croce Rossa Italiana per la missione internazionale in Afghanistan dal 7 novembre 2001 (decreto del Ministero della difesa n. 43 del 20 febbraio 2013)

## Materiale non più in uso

### Fregi non più in uso

Fregio per uniforme da fatica del 1910
Fregio per berretto a tubo da Ufficiale Medico del 1917

Fregio per bustina da ufficiale medico
Fregio per bustina da ufficiale chimico-farmacista
Fregio a bassa visibilità per bustina in panno da truppa (uniforme da guerra) da ufficiale medico del 1940

Fregio per ufficiale medico presso il servizio medico del 1944
Fregio per ufficiale farmacista presso il servizio medico del 1944
Fregio per ufficiale commissario presso il servizio medico del 1944
Fregio per ufficiale amministrativo presso il servizio medico del 1944
Fregio per ufficiale sussistenza presso il servizio medico del 1944

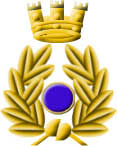
Fregio per berretto rigido per gli ufficiali commissari fino ad aprile 2015
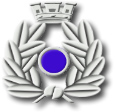
Fregio per basco per gli ufficiali commissari fino ad aprile 2015

Tra i fregi non più in uso, vi è anche quello adottato, per pochissimo tempo, dall'Ispettore nazionale del Corpo militare volontario della Croce Rossa Italiana, il quale indossava, come fregio da basco, lo stemma araldico del Corpo; l'insegna è una stella a cinque punte che poggia su un caduceo (due bastoni, ciascuno con un serpente avvolto), il tutto sormontato dalla corona turrita; al centro della stella, in un disco è riportata la croce rossa in campo bianco. Sugli altri copricapo l'Ispettore nazionale indossava il fregio del reparto di appartenenza.

Fregio da basco per Ispettore Nazionale del Corpo

### Mostreggiature non più in uso

Mostrina del 1887
Mostrina del 1909
Mostrina per ufficiali cappellani del 1916
Mostrina del 1916
Mostrina per ufficiali farmacisti del 1916
Mostrina per ufficiali amministrativi del 1916
Mostrina del 1930

Mostrina per ufficiali medici (2009-2018)
Mostrina per ufficiali chimico-farmacisti (2009-2018)
Mostrina per ufficiali odontoiatri (2009-2018)
Mostrina per ufficiali psicologi (2009-2018)

Con l'avvento delle nuove mostreggiature del Corpo di Sanità e veterinaria dell'Esercito Italiano, e così dunque anche per le mostreggiature del Corpo Militare C.R.I., venivano inseriti anche per l'Uniforme da Combattimento vegetata, dei distintivi che identificavano il personale laureato del Corpo, nella medesima suddivisione e della stessa tipologia, delle mostreggiature.
Tale sistema venne apportato subito sopra la stelletta del bavero dell'uniforme vegetata, cucito o con apposito scratch come da foto.

Ufficiale Medico
Ufficiale Chimico-Farmacista
Ufficiale Odontoiatra
Ufficiale Psicologo